# Kapitelj
Kapitelj (latinsko capitulum ali capitellum) je zbor kanonikov, eno od številnih teles duhovščine v katoliških, anglikanskih in nordijskih luteranskih cerkvah ali na njihovih srečanjih.
V rimskokatoliški cerkvi je kapitelj zbor duhovnikov ali redovnikov, ki živijo v skupnosti, da lahko slovesneje opravljajo bogoslužje. Predstojnik te skupnosti, ki jo navadno sestavlja 12 (apostolsko število) kanonikov, je prošt (iz latinske besede praepositus, ki pomeni predstojnik).

## Ime
Ime izhaja iz navade sklicevanja menihov ali kanonikov za branje poglavja iz Biblije ali poglavja iz pravil cerkvenega reda. Sveti Benedikt iz 6. stoletja je zapovedal, da njegovi menihi pričnejo svoje dnevne obveznosti s takim branjem in sčasoma so se izrazi, kot so »prihajajo skupaj za poglavje« (convenire ad capitulum), uveljavili v pomenu prenesenem iz besedila na sam sestanek in nato na telo, ki se je zbralo za to opravilo. Mesto takih srečanj je podobno postalo znano kot kapiteljska dvorana ali hiša.

## Stolni kapitelj
Stolni kapitelj (lat. capitulum  cathedralis) je telo oz. »kolegij« svetovalcev, ki pomagajo škofu v njegovi stolni cerkvi. Razvil se je iz prezbiterija (presbyteria), ki so ga sestavljali duhovniki in drugi cerkveni uradniki stolnih mest v zgodnji cerkvi. V katoliški cerkvi so zdaj ustanovljeni samo s papeževim odlokom.
Stolni kapitlji, ki jih sestavljajo kanonski duhovniki, so včasih preko generalnega vikarja med sedisvakanco, opravljali škofovske naloge, od 13. stoletja pa celo izbirali kandidate za škofa ordinarija.  
»Oštevilčen kapitelj« je bil nekoč sestavljen iz določenega števila prebendarjev (starejših članov duhovščine, ki so jih običajno podpirali prihodki iz posestva ali župnije). Kapitelj so prvotno vodili arhidiakoni stolnice, od 11. stoletja dalje pa dekan ali prošt.
V katoliški cerkvi kapitelj imenuje lastnega blagajnika, sekretarja in častnika, ki skrbi za zakristijo, cerkev in njihovo vsebino ter (od  tridentinskega koncila) kanonskega teologa, in kanonskega spokornika (latinsko canon penitentiarius) ki deluje kot splošni spovednik škofije. Isti koncil je določil tudi druge lokalne pisarne, ki lahko vključujejo recitatorje, komornike (camerarii), almonerje (eleemosynarii), hospitalarii, portarii, primicerii ali oskrbniki. Kanoniki včasih dobijo funkcije punktator in hebdomadarius. V angleški cerkvi v kapitelj spadajo tudi laični člani, kancler, ki nadzira njihovo izobraževalnje in precentor, ki nadzira njihove glasbene nastope. Nekatere stolne cerkve v Angliji imajo "manjše" in "večje" kapitlje z ločenimi funkcijami.

## Kolegialni (kolegijski) kapitelj
Kolegijski kapitelj (lat. capitulum  collegiale, capitulum collegiatum) je podobno telo kanonikov, ki upravljajo kolegialno cerkev, ki ni stolnica.

## Splošni kapitelj
Splošni kapitelj je splošna skupščina menihov, ki jo navadno sestavljajo predstavniki vseh samostanov reda ali kongregacije. Enakovredni sestanki pokrajinskih predstavnikov frančiškanskih redov se imenujejo kapitelj Mats

## Kapitelj napak
Kapitelj napak je zbor za javno popravljanje kršitev proti pravilom skupnosti in za samokritiko, ločeno od standardnega priznanja.

## Viteški redovi
Sestavljeno telo članov vojaškega ali viteškega reda je bilo prav tako označeno kot kapitelj.

## Kapitlji v Sloveniji
V Sloveniji smo imeli na sedežih škofij donedavna dva stolna kapitlja, v Ljubljani (ustanovljen 1461) in Mariboru, ter poleg njiju en kolegialni kapitelj v Novem mestu (ustanovljen 27. aprila 1493). Škofija Koper kapitlja nima, ker v škofiji na razpolago ni dovolj duhovnikov, prav tako ju nimata škofiji Celje in Murska Sobota.
Potem ko je papež Benedikt XVI. 6. aprila 2006 ustanovil Novomeško škofijo, je bil tamkajšni kolegialni kapitelj 19. marca 2007 razglašen in povišan v stolni kapitelj. Tako imamo danes v Sloveniji tri stolne kapitlje. 
Pogovorno »kapitelj« imenujejo tudi samo kapiteljsko cerkev; glej npr. novomeški kapitelj.